# Чемпионат России по женской борьбе 2008
Чемпионат России по женской борьбе 2008 года проходил с 10 по 13 июня в городе Улан-Удэ.

## Медалисты
| Весовая категория | Золото                            | Серебро                       | Бронза                                                  |
| ----------------- | --------------------------------- | ----------------------------- | ------------------------------------------------------- |
| До 48 кг          | Замира Рахманова Дагестан         | Эльза Тазетдинова Чебоксары   | Марина Шишкина Кемерово Лилия Каскаракова Абакан        |
| До 51 кг          | Марина Вильмова Бурятия           | Екатерина Краснова Чувашия    | Ольга Гилева Москва Анна Трусова Москва                 |
| До 55 кг          | Наталья Смирнова Альметьевск      | Анна Максимова Чебоксары      | Кристина Сат Тыва Наталья Гольц Москва                  |
| До 59 кг          | Юлия Реквава Москва               | Маргарита Фаткулина Москва    | Екатерина Новицкая Бурятия Жаргалма Цыремпилова Бурятия |
| До 63 кг          | Алёна Карташова Москва            | Любовь Волосова Бурятия       | Анна Половнева Красноярск Лариса Канаева Брянск         |
| До 67 кг          | Наталья Куксина Кемерово          | Юлия Бартновская Красноярск   | Евгения Атаманова Красноярск Марина Колобаева Москва    |
| До 72 кг          | Елена Перепёлкина Санкт-Петербург | Алёна Стародубцева Красноярск | Дарья Назарова Кемерово Екатерина Букина Москва         |